# Dietrich Wilhelm von Menges
Dietrich Wilhelm von Menges (* 26. Oktober 1909 in Wangritten, Kreis Friedland/Bartenstein; † 14. Juni 1994 in Essen) war ein deutscher Jurist, Industriemanager und Generaldirektor, zuletzt Vorstandsvorsitzender der Gutehoffnungshütte (GHH).

## Leben
Dietrich Wilhelm von Menges, auf dem Gut Wangritten geborener Sohn einer ostpreußischen Gutsbesitzerfamilie, studierte nach dem Abitur in Königsberg ab 1928 Rechtswissenschaften an der Georg-August-Universität Göttingen und wurde im Corps Saxonia Göttingen aktiv. Später setzte er sein Studium in Berlin und Königsberg fort, absolvierte sein Assessorexamen und nahm nach Abschluss seiner Promotion zum Dr. jur. eine Stelle als Justiziar einer Berliner Kreditbank an. Zeitweilig war von Menges Referent im Reichswirtschaftsministerium und Reichskommissar der Berliner Börse, bevor er 1938 als Prokurist zum Essener Handelsunternehmen Ferrostaal, einer 100-prozentigen Tochter der GHH, wechselte. Er nahm von 1939 bis 1945 als Wehrdienstleistender in der Infanterie am Zweiten Weltkrieg teil, zuletzt als Hauptmann der Reserve und Generalstabsoffizier. Im Jahr 1939 übergab ihm sein Vater das 265 ha umfangreiche heimatliche allodiale Gut in Ostpreußen mit einem Reinheitswert 189700 Reichsmark.
Aus der Kriegsgefangenschaft entlassen, nahm von Menges 1945 seine Arbeit bei Ferrostaal wieder auf. Er wurde 1947 Vorstandsmitglied und 1949 Vorstandsvorsitzender der Ferrostaal AG in Essen. Er gehörte ab 1961 zudem dem Vorstand des Mutterkonzerns an und wurde 1966 schließlich als Nachfolger von Hermann Reusch Vorstandsvorsitzender der Gutehoffnungshütte. Unter seiner Führung entwickelte sich das Oberhausener Traditionsunternehmen zu einem weltweit tätigen Anlagen- und Maschinenbaukonzern. Besonders erfolgreich bemühte er sich um den Aufbau von Handelsbeziehungen nach Osteuropa und in die Dritte Welt. 1975 trat er in den Ruhestand, gehörte jedoch von 1975 bis 1983 dem Aufsichtsrat der Gutehoffnungshütte an. Sein Nachfolger an der GHH-Spitze wurde Manfred Lennings.
Menges war Rotarier, Mitglied zahlreicher Aufsichtsräte, Präsident (1969 bis 1978) bzw. Ehrenpräsident (ab 1978) der Industrie- und Handelskammer für Essen, Mülheim an der Ruhr, Oberhausen zu Essen sowie Konsul von Peru. Bis Mitte der 1970er Jahre war Menges aktiv im Johanniterorden, lange in einer Doppelmitgliedschaft in der Rheinländischen Provinzialgenossenschaft, hier sogar zeitweise als Kommendator, später im Konvent in der Genossenschaft Preußen. Seit 1975 wurde er nicht mehr in den Mitgliedslisten geführt. Von 1961 bis 1981 war er Vorsitzender der Arbeitsgemeinschaft Entwicklungsländer in Köln. Er wirkte zudem ab 1976 als Präsident der Arabisch-Deutschen Vereinigung Ghorfa für Handel und Industrie in Bonn-Bad Godesberg und ab 1983 als Präsident der Birger-Forell-Stiftung in Bonn. Er war ab 1979 auch Mitglied des Corporate Strategic Planning Council beim International Management and Development Institute in Washington und ab 1982 der International Counselor Fowler-Mc Cracken Commission ebenda.
Er war seit 1933 verheiratet mit Maria von Menges, geborene von Oppen-Dannenwalde, der Tochter des Politikers und Gutsbesitzer Joachim von Oppen und lebte in Essen-Bredeney. Aus der Ehe gingen fünf Kinder hervor. Seine jüngste Tochter Elisabeth heiratete Peter Rohde, sein Sohn Klaus und die anderen drei Töchter Asta, Luise und Benita heirateten sämtlich in adelige Familien.

## Auszeichnungen
- 1969: Großes Bundesverdienstkreuz
- 1978: Großes Bundesverdienstkreuz mit Stern[7]
- vor 1980: Orden El Sol del Perú[8]
- vor 1980: Komturkreuz 1. Klasse des Königlich Schwedischen Nordstern-Ordens[8]
- 1983: Ehrenvizepräsident der Deutsch-Schwedischen Handelskammer zu Stockholm
- Ehrenmitglied der Deutschen Gesellschaft für Auswärtige Politik zu Bonn
- Ehrenvorsitzender des Ausschusses für Agrarwirtschaft des Bundesverbandes der Industrie zu Köln

## Veröffentlichungen (Auswahl)
- Unternehmensentscheide. Ein Leben für die Wirtschaft. 1976.
- Afrika morgen – Schlachtfeld oder Partnerschaft. 1980.
- Reisen, Reiten, Jagen. Erlebnisse in vier Kontinenten. 1982.
- Der Preis des Friedens. 1983.